# Средняя белая цапля
Средняя белая цапля (лат. Ardea intermedia) — вид птиц семейства цаплевых.

## Описание
Цапля средних размеров.

## Распространение
Главным образом встречается от восточной части Африки вдоль тропической зоны южной Азии и до Австралии.

## Таксономия
Немецкий зоолог Георг Ваглер, впервые описавший вид из острова Ява, поместил его в род Ardea. В настоящее время вид рассматривается в роде Egretta. В отдельных источниках может рассматриваться в монотипном роде Mesophoyx или Casmerodius. Работа над ДНК указывает на то, что этот вид наиболее близок к роду Ardea нежели к роду Egretta.
Было описано 3 подвида:
- Ardea intermedia intermedia Wagler, 1829 — номинативный подвид; от юго-восточной Азии и западной Индонезии до Японии;
- Ardea intermedia brachyrhyncha (Brehm, 1854) — в Африке южнее Сахары;
- Ardea intermedia plumifera (Gould, 1848) — от восточной Индонезии до Новой Гвинеи и Австралии.

Впоследствии все подвиды были признаны самостоятельными видами.

## Гнездовье
Обычно гнездится в колониях с другими цаплями, часто на платформах из кучи ветвей деревьев и кустарников. Самка откладывает 2—5 яиц.

## Экология
Пищу ищет в затопленных полях, кормится, медленно бродя в мелкой воде. Иногда высматривает добычу с веток невысоких деревьев. Питается лягушками, ракообразными и насекомыми.

## Фото

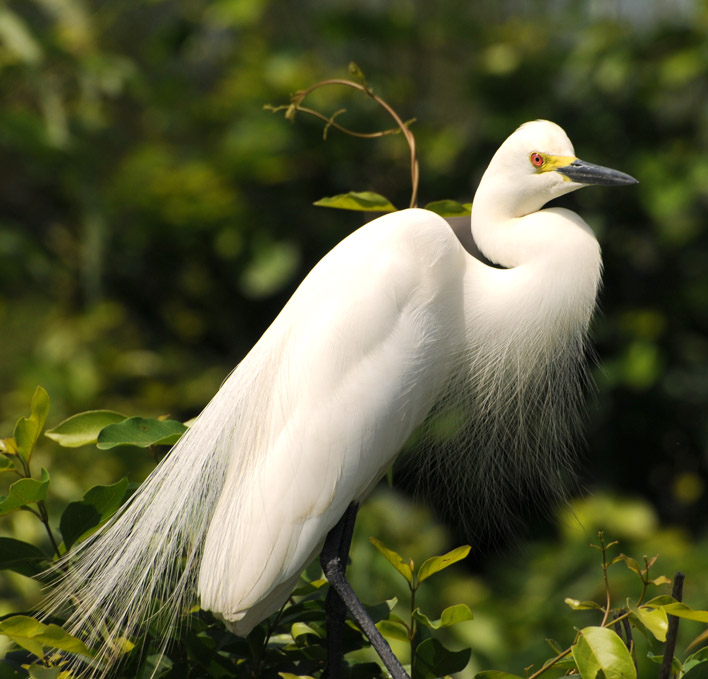
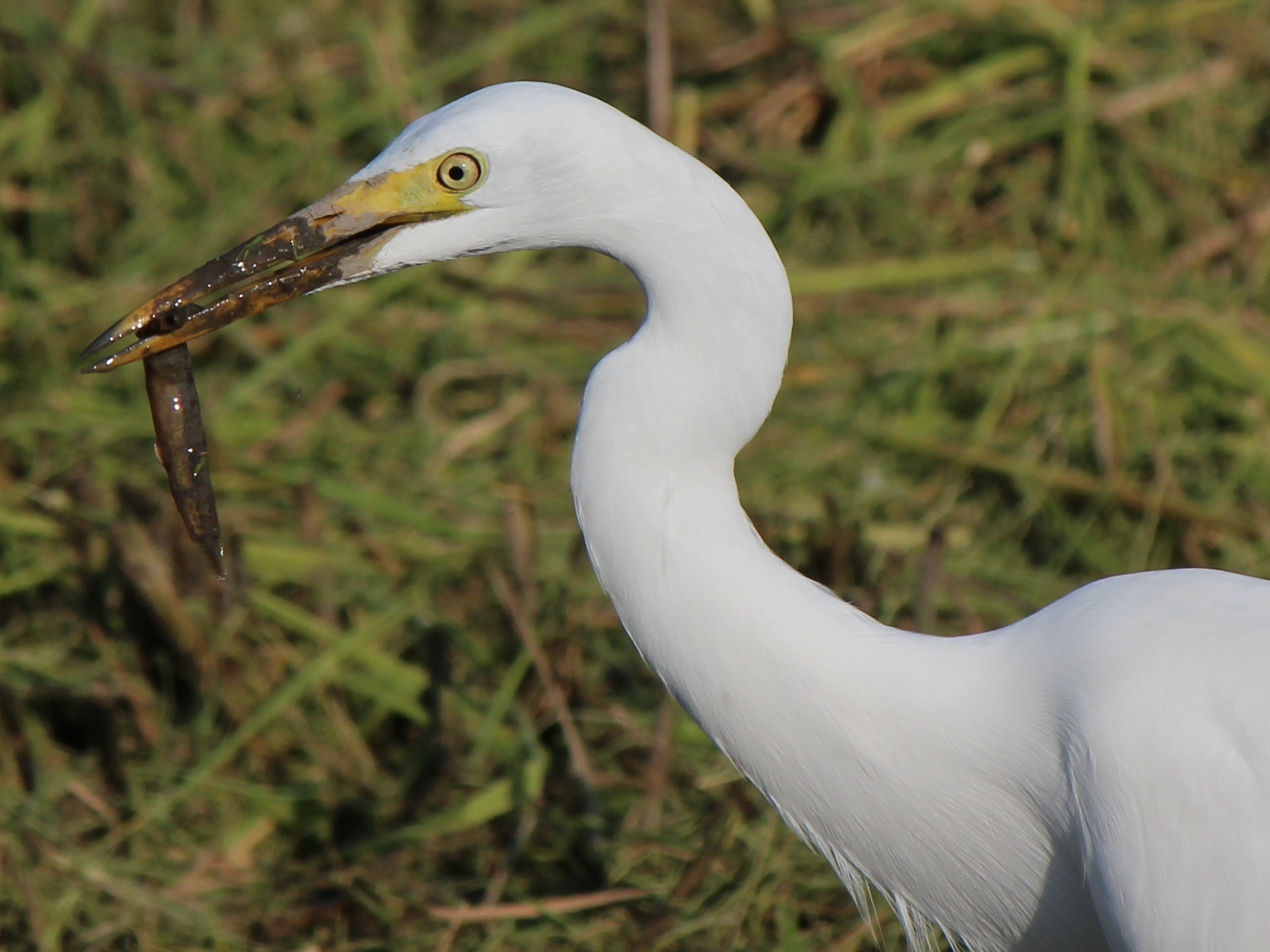
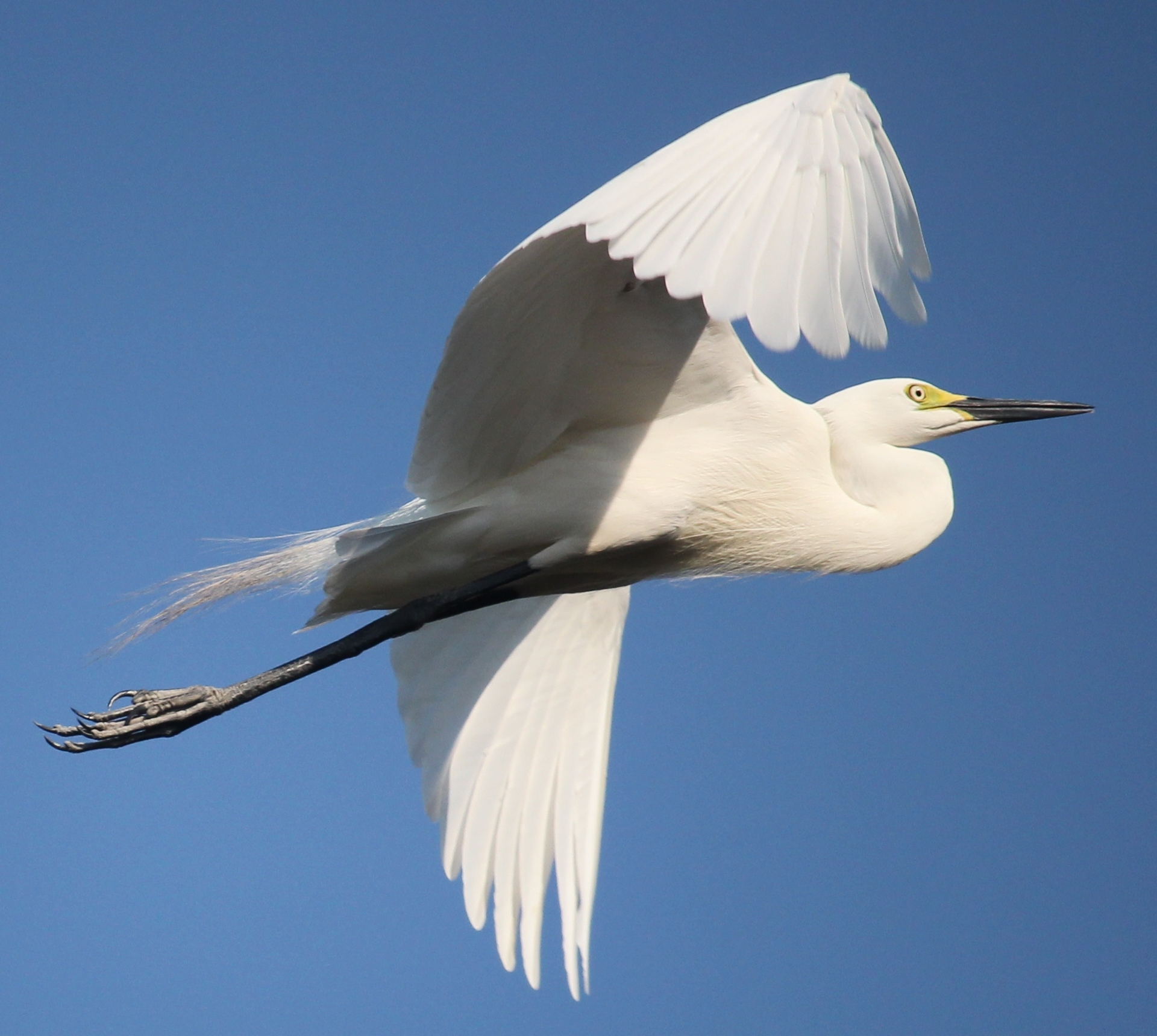
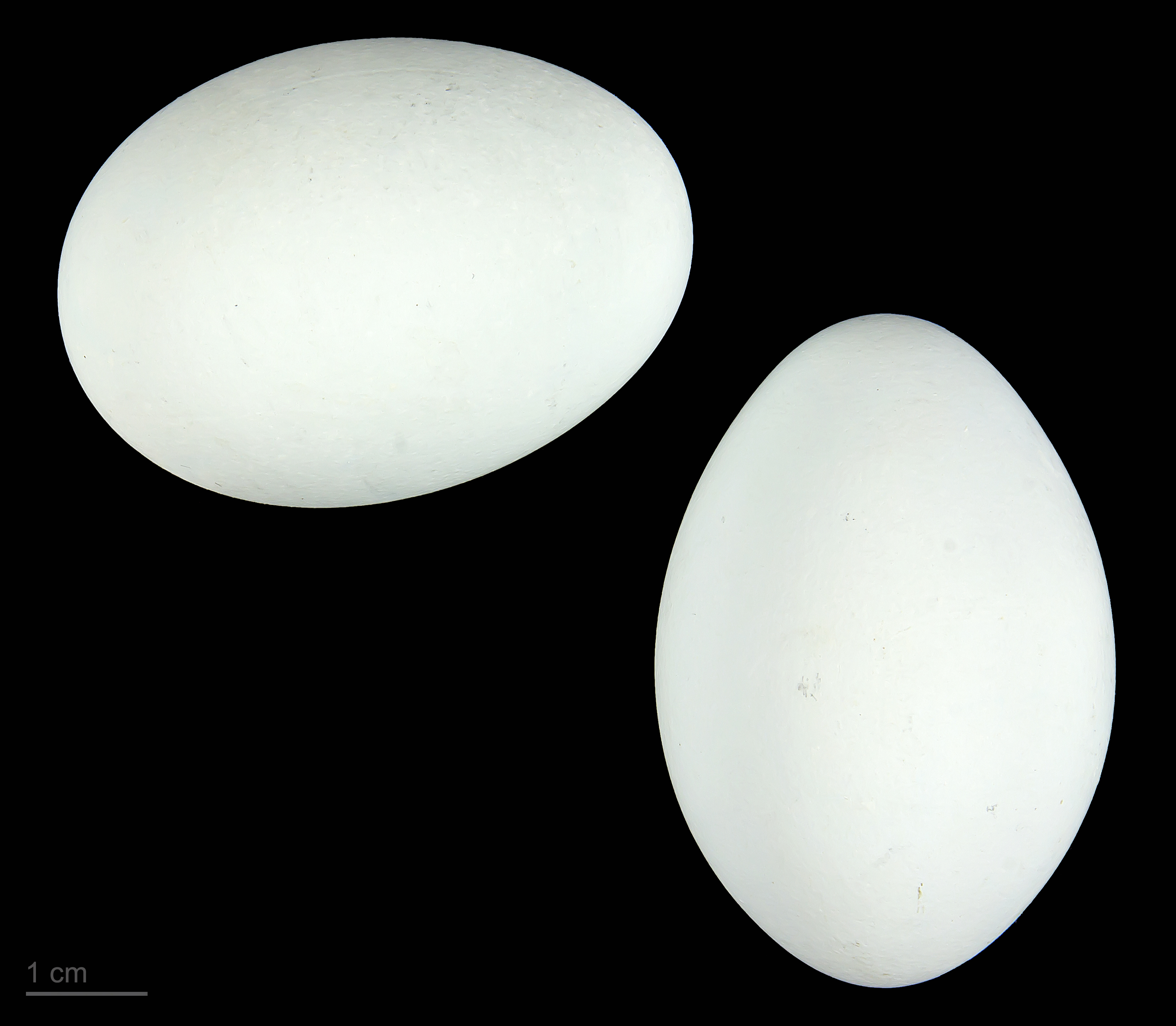
яйцо Ardea intermedia brachyrhyncha -  Тулузский музей